# 金东文
金東文（：／ Kim Dong-moon，1975年9月22日—），韩国退役羽毛球运动员，右手持拍，著名男子双打选手，1996年奥运会混双冠军，2004年奥运会男双冠军，1999年世锦赛男双冠军（搭档均为河泰权），混双冠军（搭档罗景民）。2003年世锦赛混双冠军（搭档罗景民）。被认为是历史上最好的双打选手之一。
2006年初，金東文到加拿大卡爾加里留學，研修語言，同年9月曾短暫回國，參加了全國體育大會。

## 主要比賽成績
只列出曾進入準決賽的國際賽事成績：
| 年份   | 賽事                     | 項目     | 搭檔   | 成績 |
| ------ | ------------------------ | -------- | ------ | ---- |
| 2001年 | 亞洲羽毛球錦標賽         | 混合雙打 | 羅景民 | 冠軍 |
| 2001年 | 香港羽毛球公開賽         | 混合雙打 | 羅景民 | 冠軍 |
| 2002年 | 亞洲羽毛球錦標賽         | 男子雙打 | 河泰权 | 冠軍 |
| 2004年 | 全英羽毛球公開賽         | 混合雙打 | 羅景民 | 冠軍 |
| 2004年 | 亞洲羽毛球錦標賽         | 混合雙打 | 羅景民 | 冠軍 |
| 2004年 | 奧林匹克運動會羽毛球比賽 | 男子雙打 | 河泰权 | 金牌 |

### 奧運會和世錦賽參賽紀錄
|          | 搭檔   | 2004 |
| -------- | ------ | ---- |
| 男子雙打 | 河泰权 | 金牌 |
|          |        |      |
| 混合雙打 | 羅景民 | 8強  |

## 個人生活
金東文和羅景民從1996年夏季奥林匹克运动会後開始成為混雙搭檔，曾創造了賽季14項大獎賽連續奪冠的紀錄，長居世界排名第一位，並成為國際羽聯年度最佳球員。在2004年夏季奥林匹克运动会後，金東文、羅景民相繼淡出羽壇。
2005年12月，金東文與羅景民結婚；2007年7月，二人誕下一子，取名“Hanul（音）”。

## 外部連結
- 金东文在世界羽球聯盟的登錄資料